# El traspatio
El traspatio è un film del 2009 diretto da Carlos Carrera.

## Riconoscimenti
- Premio Ariel

2010 - Miglior attrice a Asur Zágada González